# Libis de Culión
Libis es un barrio rural del municipio filipino de tercera categoría de Culión perteneciente a la provincia  de Paragua en Mimaro,  Región IV-B.

## Geografía
El municipio de Culión, 270 km al norte de Puerto Princesa, se extiende por la totalidad de  isla de Culión y otras adyacentes, entre las de Busuanga al norte, Linapacán al sur y Corón a levante.
Todas forman parte del de las islas Calamianes  en el norte de la provincia de Paragua, en el Estrecho de Mindoro, lengua de mar que comunica el mar de la China Meridional y el Mar de Joló.
Situado en la isla de Culión, es el de más reducidas dimensiones, comprendiendo la parte septentrional de la Población.
Linda al norte y al este con la  Bahía de Baldat, frente a la isla de Chindonán; al sur con el barrio de Tiza; y al oeste con el de Balala.

### Demografía
El barrio de Libis contaba en mayo de 2010 con una población de 1.249 habitantes.

## Historia

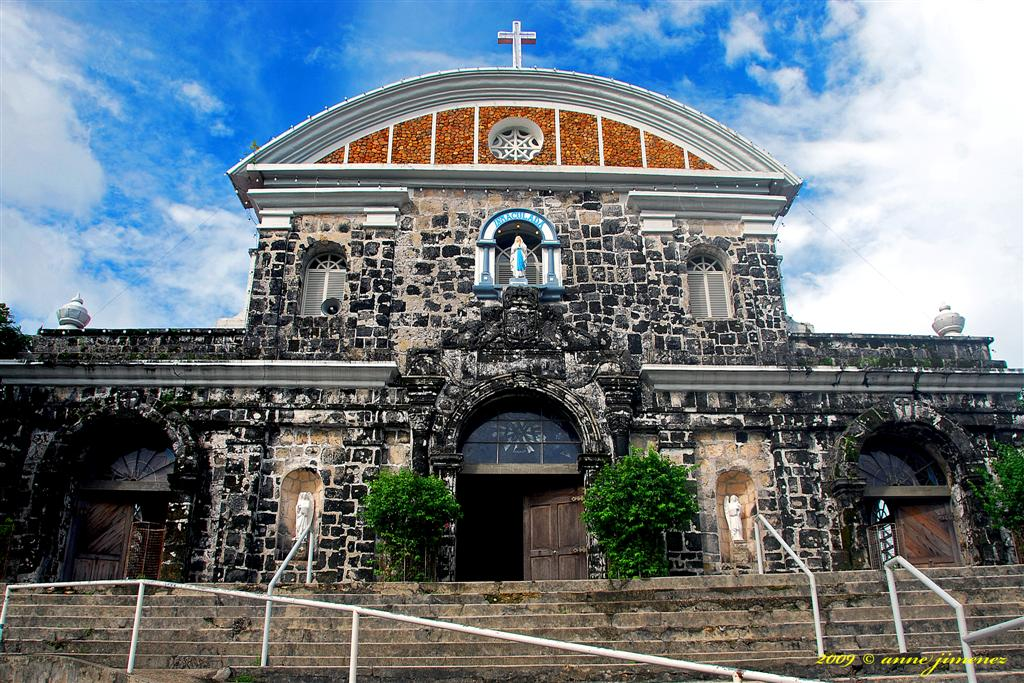
Iglesia parroquial católica de la Inmaculada Concepción, ubicada en el interior de la fortaleza.

La isla de Culión formaba parte de la provincia española de  Calamianes, una de las de las 35 provincias de la división política del archipiélago Filipino, en la parte llamada de Visayas. Pertenecía a la audiencia territorial  y Capitanía General de Filipinas, y en lo espiritual a la diócesis de Cebú.
En este barrio se encuentra la Fuerza de Culión, que junto con las de Cuyo, Agutaya y  Linapacán, es uno de los cuatro fuertes de Calamianes,  obra del agustino Juan de San Severo. Fue demolido hacia 1930, quedando solamente la iglesia que estuvo protegida en su interior.
Se conserva su planimetría realizada por Valdés Tamón.